# 鄒伯奇

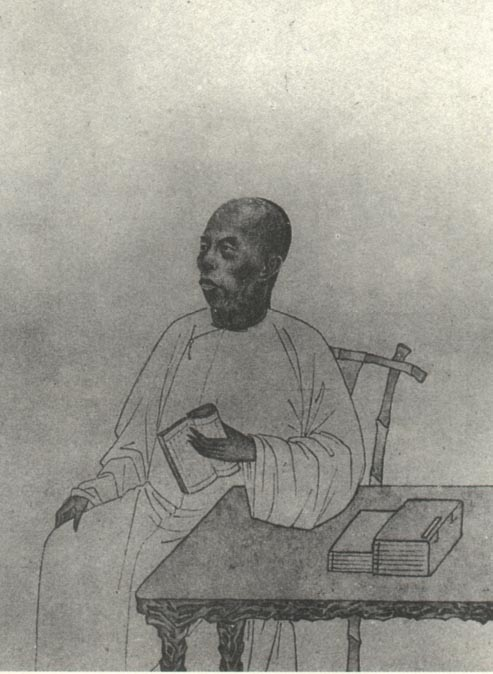
鄒伯奇

鄒 伯奇（すう はくき、Zou Baiqi、1819年 - 1869年）。字は特夫または一鶚または徴君。清末の科学者。
広東省南海出身。天文学・数学・光学・機器製造、測量などに通じていた。西洋で銀板写真が発明された当時、写真機を発明した。また、地動説を示すために現象儀・渾天儀・時鐘・計算尺などの「七動儀」を製作した。著作には、『格術補』『春秋経伝日月考』『甲寅恒星表』『赤道星図』『黄道星図』『測量備要』などがある。死後、『鄒徴君遺書』が編纂された。